# Majkl Liz
Majkl Liz (engl. Michael Lees; Dorset, 17. maj 1921 - Dorset 23. mart 1992) je bio britanski oficir za vezu sa četničkim snagama Dragoljuba Mihailovića. Juna 1943, spušten je padobranom u južnu Srbiju gde je proveo oko godinu dana. Nakon toga je prebačen avionom za savezničku bazu u Bariju. Učestvovao je u više savezničkih akcija u Italiji gde je teško ranjen. Posle rata radi u Britanskom savetu i Međunarodnoj izbegličkoj organizaciji. Obišao je prvu liniju fronta kod Benkovca 1991. u toku rata u Hrvatskoj i dao podršku Srbima u tadašnjoj SAO Krajini. Umro je od bolesti srca.
Autor je knjiga „Specijalno izvršene operacije” („Special operations executed”, 1986), „Silovanje Srbije: britanska uloga u Titovom grabljenju vlasti 1943-1944” („The Rape of Serbia. The British Role in Titos Grab for Power 1943-44”, 1990) i „Genocid nad Srbima 1941-1945” (The Serbian Genocide 1941-1945, 1991).

## Bibliografija
- Liz, Majk (1991). Silovanje Srbije: britanska uloga u Titovom grabljenju vlasti 1943-1944. Beograd: BIGZ. ISBN 978-86-13-00558-2. OCLC 456663773.
- Liz, Majkl (1986). Specijalno izvršene operacije. London. ISBN 978-0-7183-0629-8. OCLC 15645071.
- Liz, Majkl (1991). Genocid nad Srbima 1941-1945. Nortvestern: Serbian Orthodox Diocese of Western America.